# 愛爾蘭國防軍
愛爾蘭國防軍（一般稱為；英文：Defence Forces）是愛爾蘭共和國的國家武裝力量。約5.6萬人組成陸海空三軍，屬於小型歐洲防禦力量。

## 歷史
愛爾蘭以永久中立政策至今，沒有改變跡象，由於較少強權和干預形象所以成為聯合國維和部隊常見軍力進入紛爭地區，近代軍力起源於1913年的爱尔兰义勇军。總統為武裝部隊最高統帥。武裝部隊直接由國防部領導。實行志願兵役制，預備役期為6年，正規軍服役期3年。2008年3月愛國防部發布了《2008年-2012年戰略規劃》，提出愛將建設能在國內外靈活部署的、保有持續性的軍事力量，愛堅持軍事中立但支持聯合國維和行動，繼續支持歐盟安全與國防政策，維持與北約良好關係，國防預算為18億歐元。
現有海軍16條大型巡邏艇和巡防艦一艘，空軍有運輸機和攻擊機約10架以下，基本上海空軍只有微小力量，陸軍約8,500人配有水虎魚裝甲車。
軍力雖小，国民军曾參加過爱尔兰独立战争，爱尔兰内战，亦與比利時和法國軍非正式交手過。當時1961年剛果開國總理盧蒙巴建國，當地比利時和法國礦業利益團體不願撤走並扶植軍閥政變，剛果向聯合國求助使愛爾蘭軍約數百人以維和部隊名義進入，結果與政變軍轄下的比法兩國退役、半現役軍人交手，造成著名的雅多維爾圍城戰，是二戰後罕見的歐洲國家間準戰爭。

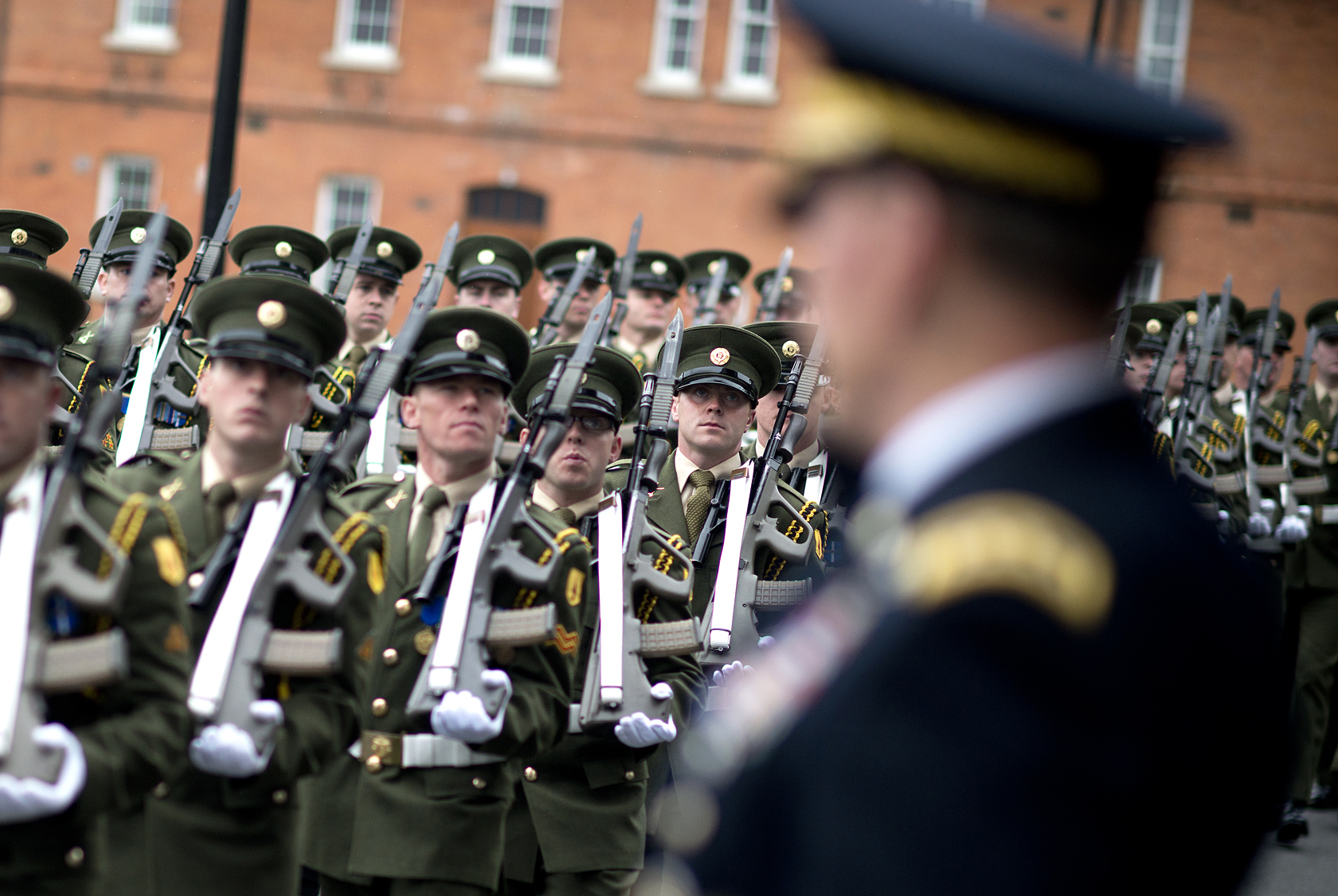
愛爾蘭國防軍閱兵

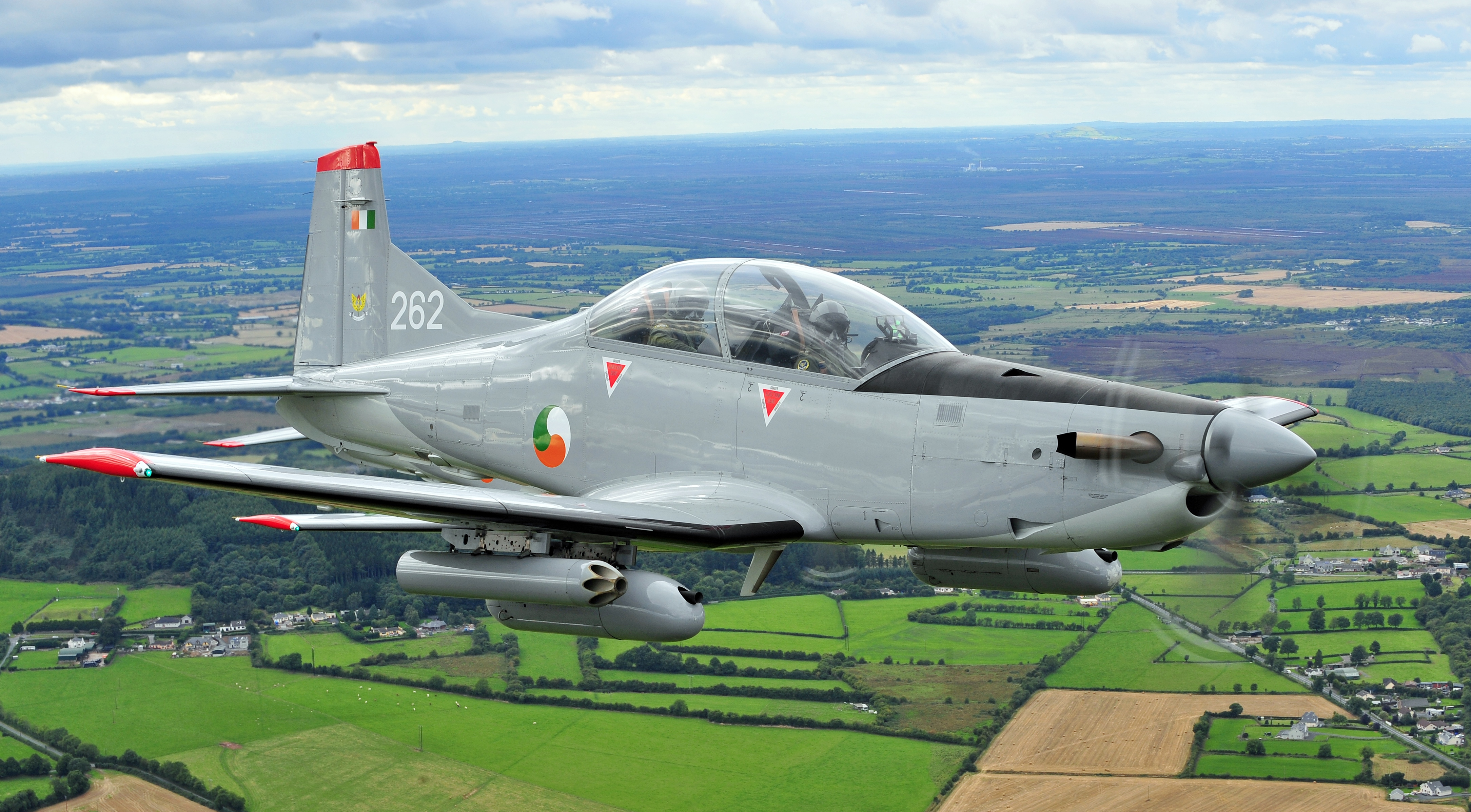
PC-9螺旋槳式攻擊機